# Kōgo Noda
Pour l’article homonyme, voir Noda (homonymie).
Kōgo Noda (野田 高梧, Noda Kōgo), né le 19 novembre 1893 à Hakodate et mort le 23 septembre 1968 dans la préfecture de Nagano, est un scénariste japonais.

## Biographie
Né à Hakodate, Kōgo Noda est le fils d'un fonctionnaire des impôts, et le petit frère du peintre Noda Kyūho.
Une fois ses années à l'école élémentaire finies, il part vivre à Nagoya. À la fin de sa scolarité, il est admis à l'université Waseda. Après ses études, il est embauché par la ville de Tokyo, tout en étant journaliste pour Katsudō kurabu, un des magazines sur le cinéma les plus importants du Japon. 
Kōgo Noda a travaillé pour Yasujirō Ozu sur de nombreux films, dont Le Chœur de Tokyo dès 1931 et Voyage à Tokyo en 1953. Il a collaboré à 13 des 15 films d'après-guerre de Yasujirō Ozu. Au générique du film Le Galopin, le scénario est signé « Chuji Nozu ». Il s'agit en réalité d'un pseudonyme derrière lequel se cachent quatre personnes : Tadao Ikeda, Tadamoto Ōkubo, Kōgo Noda et Yasujirō Ozu.
Il meurt à l'âge de 74 ans d'un infarctus dans un chalet près de Chino.
Kōgo Noda est l'auteur de 170 scénarios de films pour la Shōchiku entre 1924 et 1965.

## Filmographie partielle
- 1924 : Vol d’os (骨盗み, Hone nusumi?) de Yasujirō Shimazu
- 1924 : L'Honneur maudit (呪はれたる操, Norowaretaru misao?) de Yasujirō Shimazu
- 1925 : C'est ma faute (新己が罪, Shin onoga tsumi?) de Yasujirō Shimazu
- 1925 : Ciel dégagé (空は晴れたり, Sora wa haretari?) de Heinosuke Gosho
- 1925 : Kōgai no ie (郊外の家?) de Kazunobu Shigemune
- 1926 : Kowareta ningyō (毀れた人形?) de Yoshinobu Ikeda
- 1926 : Sayoko (小夜子?) de Yoshinobu Ikeda
- 1926 : Wakaki onna no shi (若き女の死?) de Kazunobu Shigemune
- 1926 : Unmei no ko (運命の子?) de Shigeyoshi Suzuki

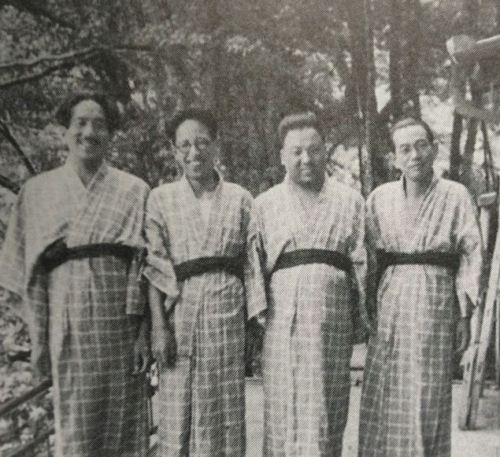
Yasujirō Ozu, Akira Fushimi, Hiroshi Shimizu et Kogō Noda en 1928.

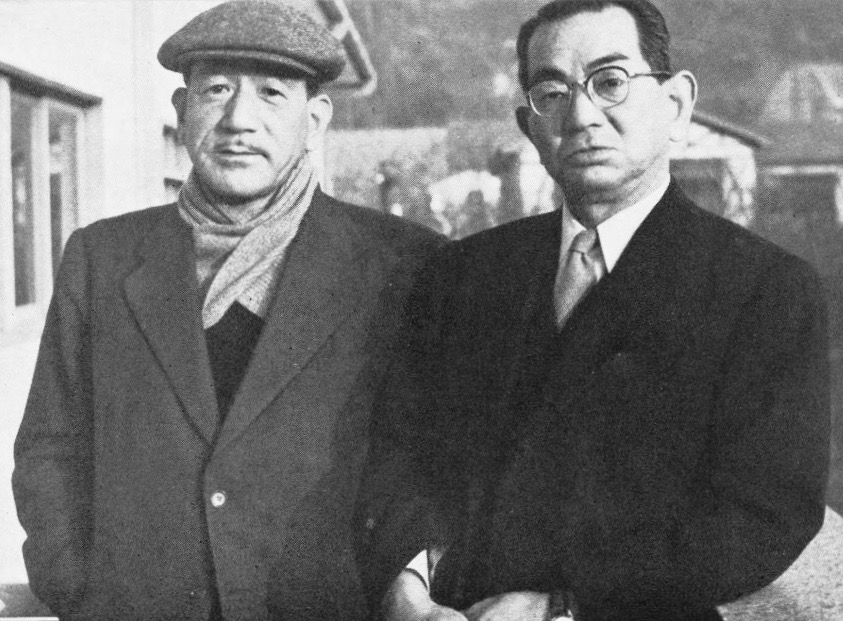
Yasujirō Ozu et Kogō Noda.

- 1926 : L’Ombre de la lanterne rouge (紅燈の影, Kōtō no kage?) de Yasujirō Shimazu
- 1926 : Ie (家?) de Yoshinobu Ikeda
- 1926 : Kiri no naka no tomoshibi (霧の中の灯?) de Shigeyoshi Suzuki
- 1926 : Wakaki hi no tsumi (若き日の罪?) de Kazunobu Shigemune
- 1926 : Niwaka gyosha (俄か馭者?) de Hōtei Nomura
- 1926 : Kosumosu saku koro (コスモス咲く頃?) de Hōtei Nomura
- 1927 : Le Sabre de pénitence (懺悔の刃, Zange no yaiba?) de Yasujirō Ozu
- 1928 : Yamato, le bûcheron (永遠の心, Eien no kokoro?) de Keisuke Sasaki
- 1929 : Combats amicaux à la japonaise (和製喧嘩友達, Wasei kenka tomodachi?) de Yasujirō Ozu
- 1929 : La Vie d'un employé de bureau (会社員生活, Kaishain seikatsu?) de Yasujirō Ozu
- 1929 : Le Galopin (突貫小僧, Tokkan kozo?) de Yasujirō Ozu
- 1930 : Introduction au mariage (結婚学入門, Kekkongaku nyūmon?) de Yasujirō Ozu
- 1930 : L'armée avance (進軍, Shingun?) de Kiyohiko Ushihara
- 1930 : L'Épouse de la nuit (その夜の妻, Sono yo no tsuma?) de Yasujirō Ozu
- 1930 : L'Esprit vengeur d'Éros (エロ神の怨霊, Erogami no onryō?) de Yasujirō Ozu
- 1930 : L'Histoire de Kinoyo (絹代物語, Kinuyo monogatari?) de Heinosuke Gosho
- 1930 : La chance a touché mes jambes (足に触った幸運, Ashi ni sawatta kōun?) de Yasujirō Ozu
- 1931 : Le Chœur de Tokyo (東京の合唱, Tōkyō no kōrasu?) de Yasujirō Ozu
- 1932 : Où sont les rêves de jeunesse ? (青春の夢いまいづこ, Seishun no yume ima izuko?) de Yasujirō Ozu
- 1932 : Jusqu'à notre prochaine rencontre (また逢ふ日まで, Mata au hi made?) de Yasujirō Ozu
- 1932 : Sans liens de parenté (生さぬ仲, Nasaku naka?) de Mikio Naruse
- 1933 : Une femme de Tokyo (東京の女, Tōkyō no onna?) de Yasujirō Ozu
- 1934 : L'Amour d'une mère (母を恋はずや, Haha o kowazuya?) de Yasujirō Ozu
- 1935 : Une jeune fille pure (箱入娘, Hakoiri Musume?) de Yasujirō Ozu
- 1936 : Le Nouveau Chemin : Akemi (新道前篇, Shindo: Zenpen Akemi no maki?) de Heinosuke Gosho
- 1936 : Le Nouveau Chemin : Ryota (新道後篇, Shindo: Kohen Ryota no maki?) de Heinosuke Gosho
- 1937 : La Chanson du panier à fleur (花籠の歌, Hana-kago no uta?) de Heinosuke Gosho
- 1938 : Katsura, l'arbre de l'amour (愛染かつら, Aizen katsura?) de Hiromasa Nomura
- 1946 : La Victoire des femmes (女性の勝利, Josei no shōri?) de Kenji Mizoguchi
- 1949 : Printemps tardif (晩春, Banshun?) de Yasujirō Ozu
- 1949 : Flamme de mon amour (我が恋は燃えぬ, Waga koi wa moenu?) de Kenji Mizoguchi (roman)
- 1950 : Les Sœurs Munakata (宗方姉妹, Munakata-shimai?) de Yasujirō Ozu
- 1951 : Été précoce (麦秋, Bakushu?) de Yasujirō Ozu
- 1952 : Le Goût du riz au thé vert (お茶漬の味, Ochazuke no aji?) de Yasujirō Ozu
- 1953 : Voyage à Tokyo (東京物語, Tōkyō monogatari?) de Yasujirō Ozu
- 1956 : Printemps précoce (早春, Soshun?) de Yasujirō Ozu
- 1957 : Crépuscule à Tokyo (東京暮色, Tokyo boshoku?) de Yasujirō Ozu
- 1958 : Fleurs d'équinoxe (彼岸花, Higanbana?) de Yasujirō Ozu
- 1959 : Bonjour (お早う, Ohayo?) de Yasujirō Ozu
- 1959 : Herbes flottantes (浮草, Ukikusa?) de Yasujirō Ozu
- 1960 : Fin d'automne (秋日和, Akibiyori?) de Yasujirō Ozu
- 1961 : Dernier Caprice (小早川家の秋, Kohayagawake no aki?) de Yasujirō Ozu
- 1962 : Le Goût du saké (秋刀魚の味, Sanma no aji?) de Yasujirō Ozu

## Distinctions
- 1950 : prix Mainichi du meilleur scénario pour Printemps tardif (conjointement avec Yasujirō Ozu)[5]
- 1967 : récipiendaire de l'ordre du Soleil levant de quatrième classe